# Muzeum seksu w Amsterdamie
Muzeum seksu w Amsterdamie (niderl. Sexmuseum Venustempel) – pierwsze i najstarsze na świecie muzeum erotyki i seksu, zlokalizowane w Amsterdamie, w Holandii. Placówka działa od 1985 roku. Inną nazwą muzeum jest Świątynia Wenus (nid. Venustempel).
W muzeum znajduje się około 15 tysięcy eksponatów związanych z erotycznymi zachowaniami ludzi. Jest corocznie odwiedzane przez ponad 680 tysięcy turystów i znajduje się pod tym względem wśród pięciu najchętniej odwiedzanych muzeów w Holandii. Muzeum mieści się w centrum Amsterdamu w XVII-wiecznym budynku nr 18 przy ulicy Damrak.

## Historia muzeum
Początkowo muzeum gromadziło skromną ekspozycję eksponatów z XIX wieku. Po otwarciu okazało się, że zainteresowanie zwiedzających przerosło oczekiwania założycieli, w związku z czym stopniowo powiększano zasoby muzeum, a jego powierzchnię zwiększono, dodając przejście do oficyny, tworząc w ten sposób labirynt korytarzy, którymi przechodzą zwiedzający. W czasie zwiedzania można zapoznać się z eksponatami i informacjami dotyczącymi zmysłowej miłości na przestrzeni wieków: od starożytności poprzez średniowiecze i epokę odrodzenia do czasów współczesnych. Prezentowane są m.in. starożytne akcesoria erotyczne i rzeźby, średniowieczne pasy cnoty, XIX-wieczne książki i czasopisma erotyczne oraz XX-wieczne zdjęcia, filmy i kasety pornograficzne. Sztandarowym eksponatem, ponadczasowym symbolem seksu, jest woskowa figura Marilyn Monroe usiłującej przytrzymać sukienkę uniesioną podmuchem z kanału wentylacyjnego metra w słynnej scenie z filmu Słomiany wdowiec.

## Galeria

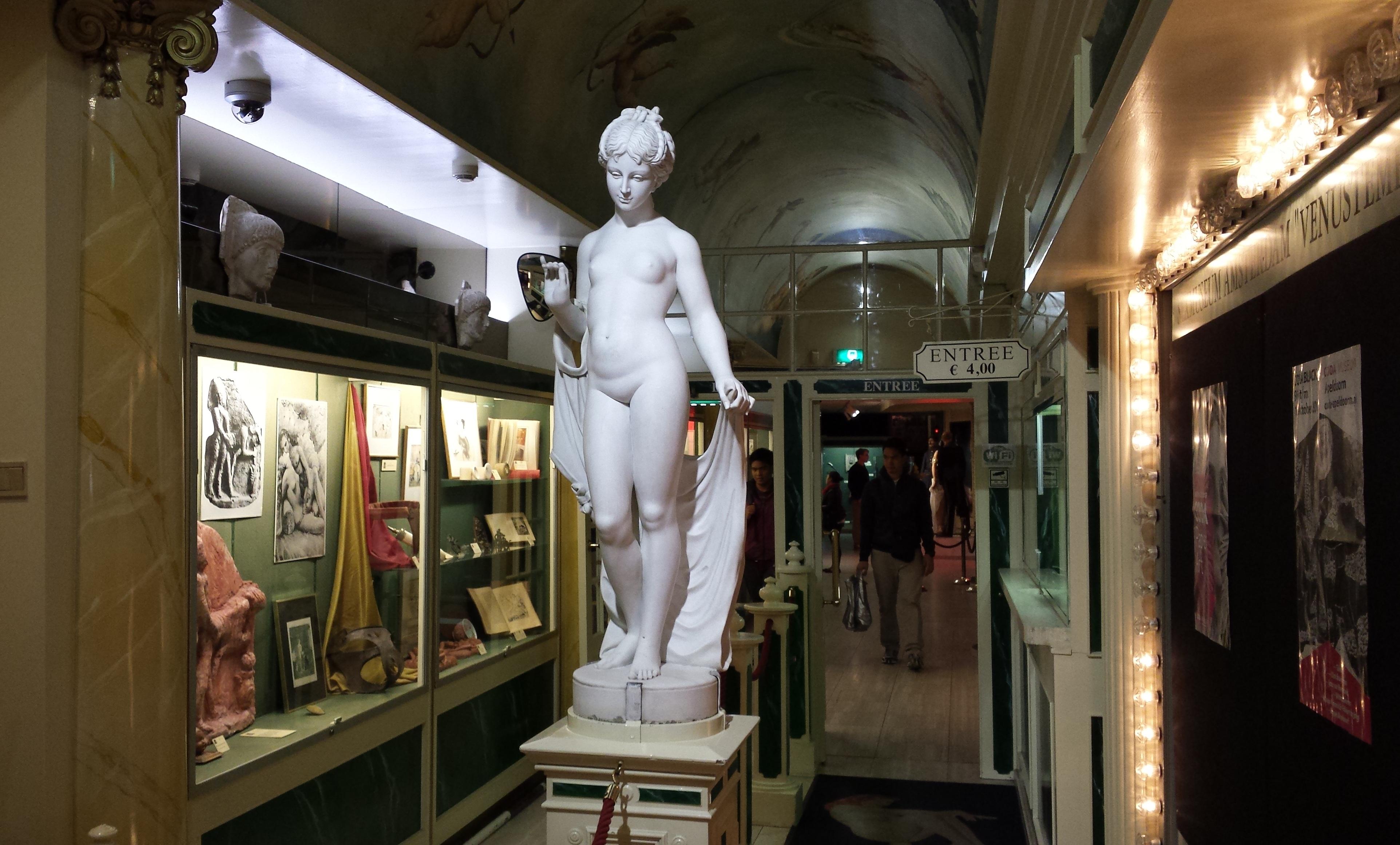
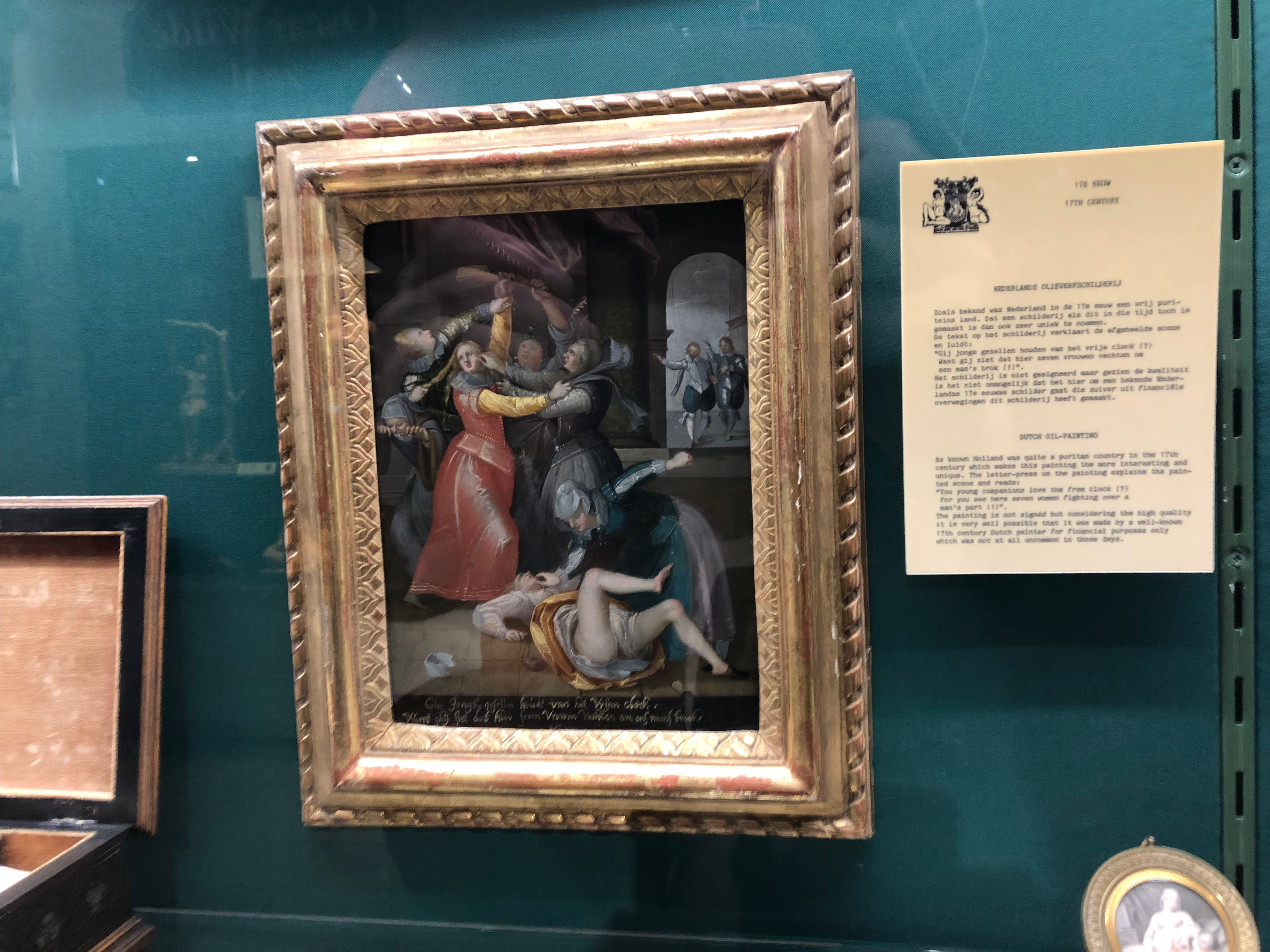
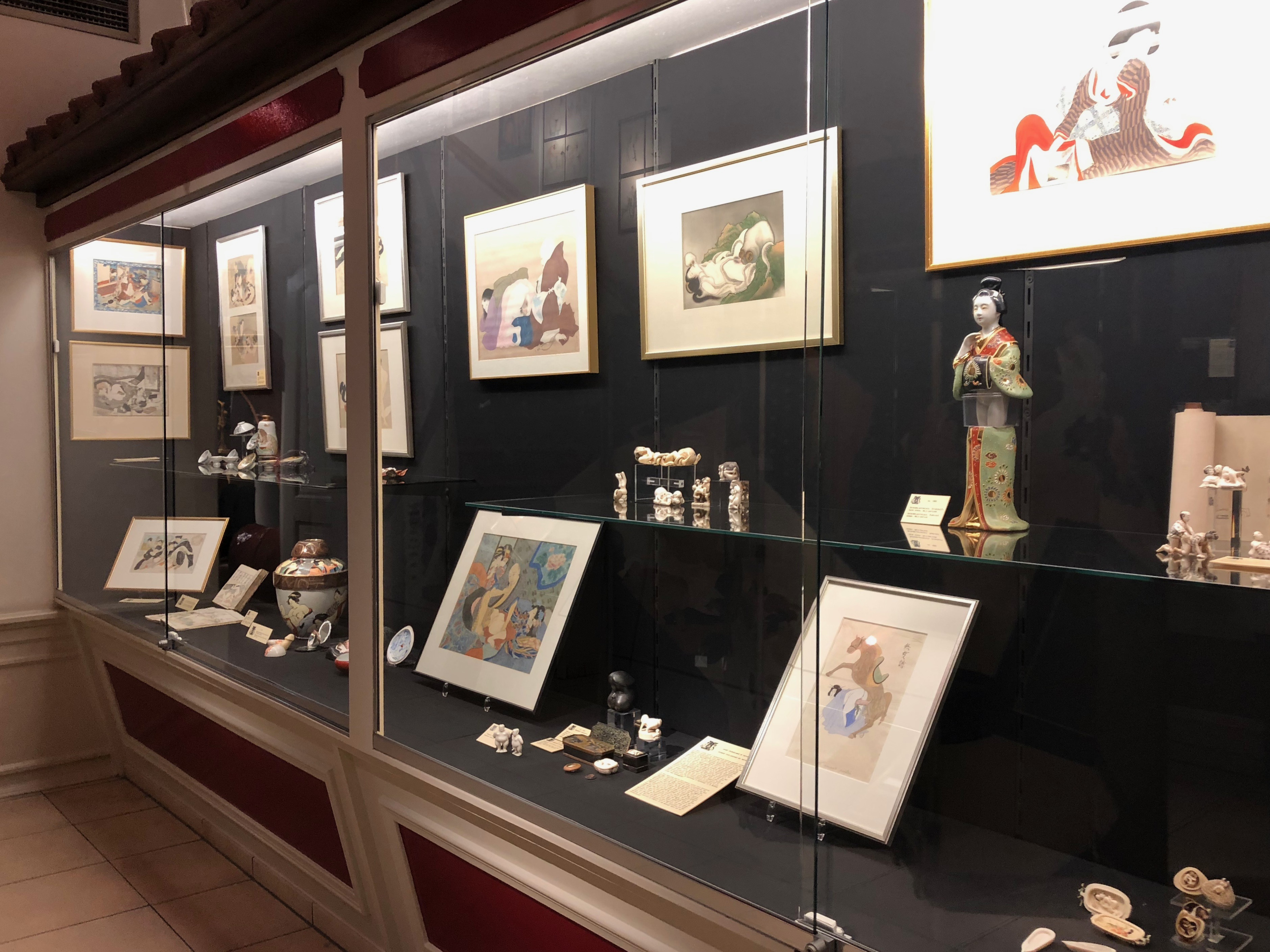
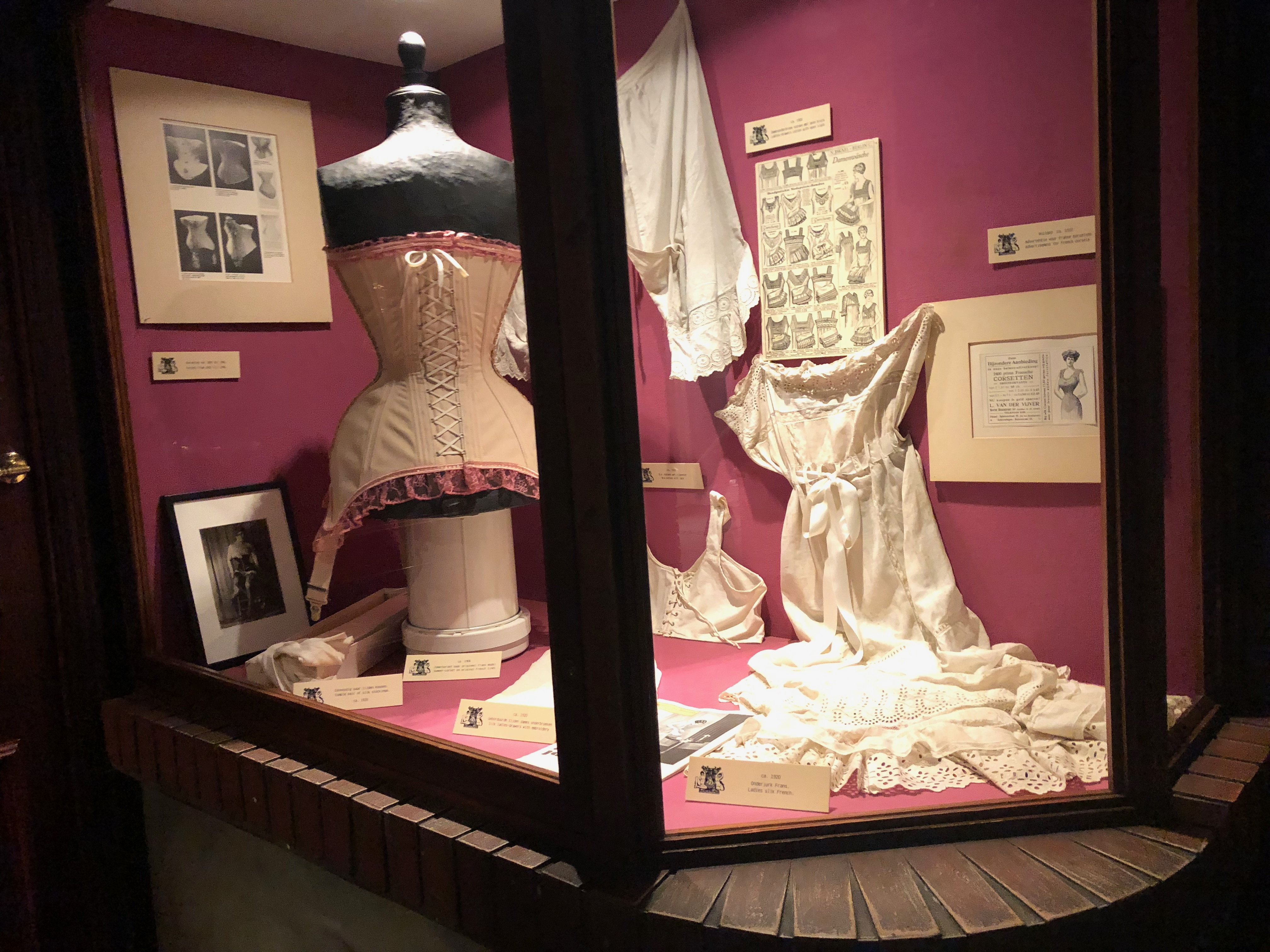
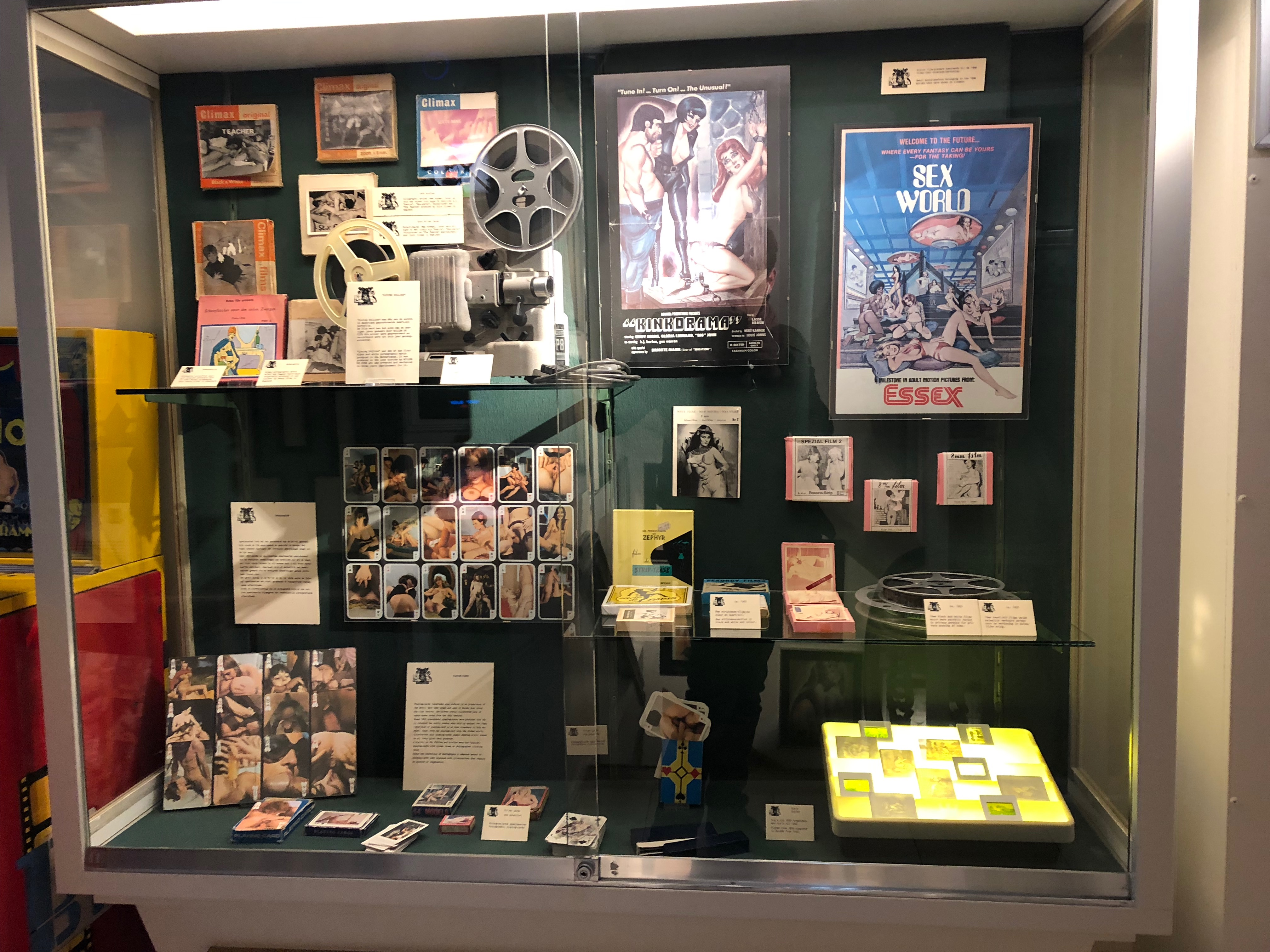
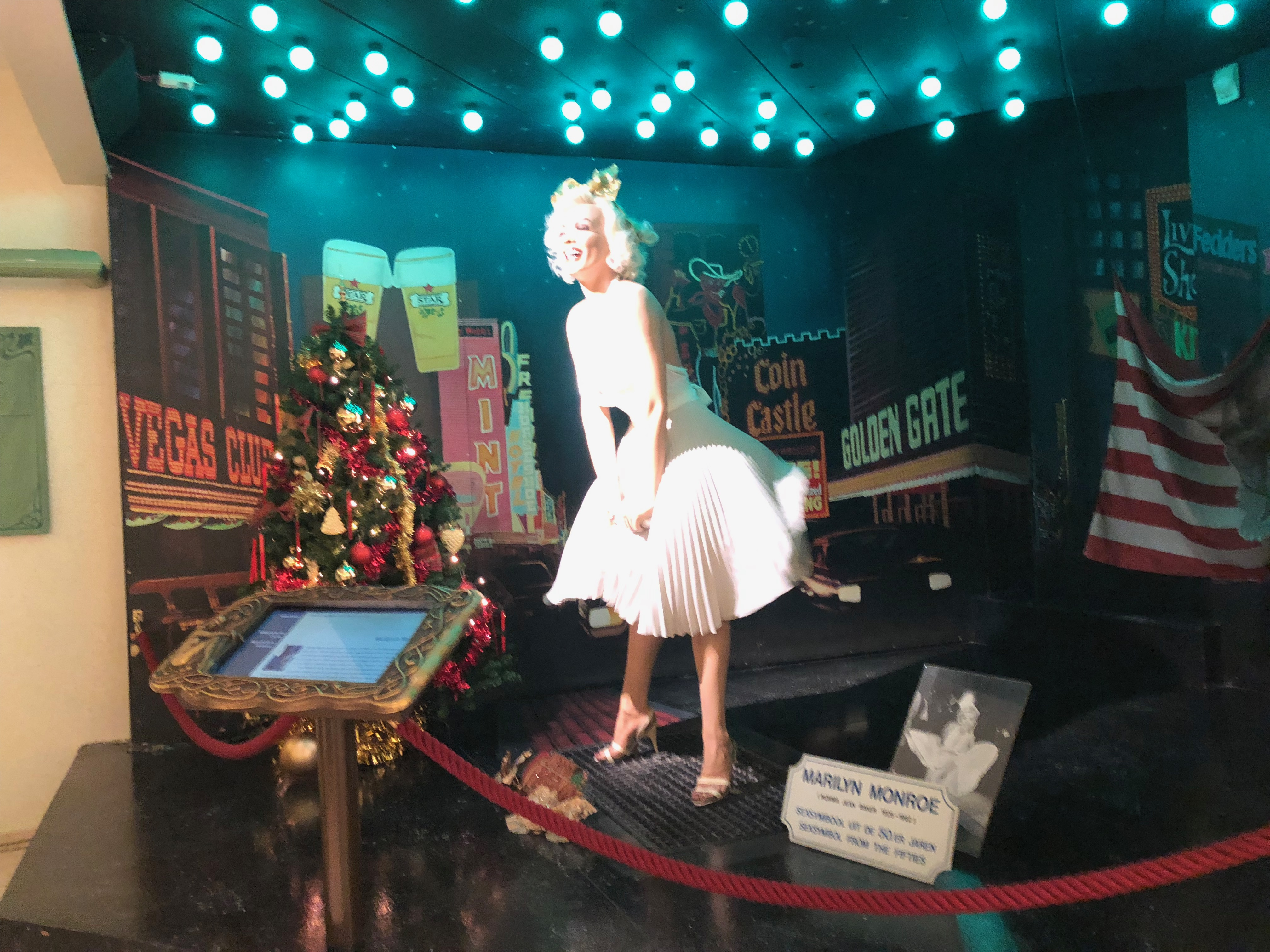